# Paulo Luiz Massariol
Paulo Luiz Massariol (São Paulo, 3 april 1958) is een voormalig Braziliaans voetballer, beter bekend als Paulinho. 

## Biografie
Paulinho begon zijn carrière bij XV de Piracicaba en maakte dan de overstap naar Vasco da Gama, waarvoor hij in 1978 topschutter werd in de Série A. Na zijn vertrek bij Vasco speelde hij nog voor verschillende teams.